# Victor de Faÿ de La Tour-Maubourg
Marie Victor Nicolas de Faÿ de La Tour-Maubourg, född den 22 maj 1768, död den 11 november 1850, var en fransk markis och general, bror till Charles César de Faÿ de La Tour-Maubourg. 
de La Tour-Maubourg  var adjutant hos general Kléber i Egypten (1798-1800). Genom visad tapperhet vid fälttågen mot Österrike, Ryssland och Preussen 1805, 1806 och 1807 avancerade han till divisionsgeneral och deltog 1808-11 i kriget i Spanien. Under 1812 års fälttåg i Ryssland förde han 4:e kavallerikåren och deltog med utmärkelse i slaget vid Borodino. Även under 1813 års fälttåg visade han sig vara en av Napoleons mest begåvade kavallerianförare. Han sårades vid Leipzig. Efter restaurationen (1815) blev de La Tour-Maubourg medlem av pärskammaren, markis, 1819 krigsminister och 1822 guvernör över Invalidhotellet. Efter julirevolutionen 1830 lämnade han Frankrike och delade landsflykten med bourbonerna men återvände senare och avled i hemlandet.